# Dendropsophus pelidna
Dendropsophus pelidna là một loài ếch thuộc họ Nhái bén.
Loài này có ở Colombia và Venezuela.
Môi trường sống tự nhiên của chúng là vùng núi ẩm nhiệt đới hoặc cận nhiệt đới, vùng cây bụi nhiệt đới hoặc cận nhiệt đới vùng đất cao, đầm nước ngọt, đầm nước ngọt có nước theo mùa, các đồn điền, vườn nông thôn, rừng thoái hóa nghiêm trọng, và ao.